# São Mateus do Maranhão
São Mateus do Maranhão là một đô thị thuộc bang Maranhão, Brasil. Đô thị này có diện tích 783,224 km², dân số năm 2007 là 37957 người, mật độ 48,46 người/km².